# Vidor, Texas
Vidor là một thành phố thuộc quận Orange, tiểu bang Texas, Hoa Kỳ. Năm 2010, dân số của xã này là 10579 người.

## Dân số
- Dân số năm 2000: 11440 người.
- Dân số năm 2010: 10579 người.